# Pseudopostega caulifurcata
Pseudopostega caulifurcata là một loài bướm đêm thuộc họ Opostegidae. Nó được miêu tả bởi Donald R. Davis và Jonas R. Stonis, 2007. Nó được tìm thấy ở tây nam Brasil.
Chiều dài cánh trước khoảng 4.6 mm. Con trưởng thành bay vào tháng 10.